# Anthene ligures
Anthene ligures är en fjärilsart som beskrevs av William Chapman Hewitson 1874. Anthene ligures ingår i släktet Anthene och familjen juvelvingar. Inga underarter finns listade i Catalogue of Life.

## Bildgalleri

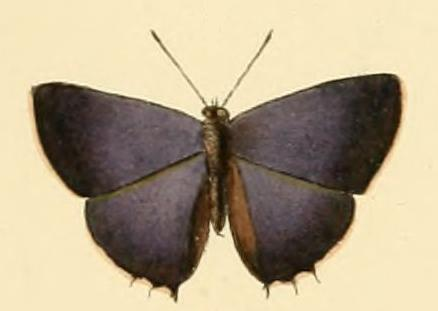
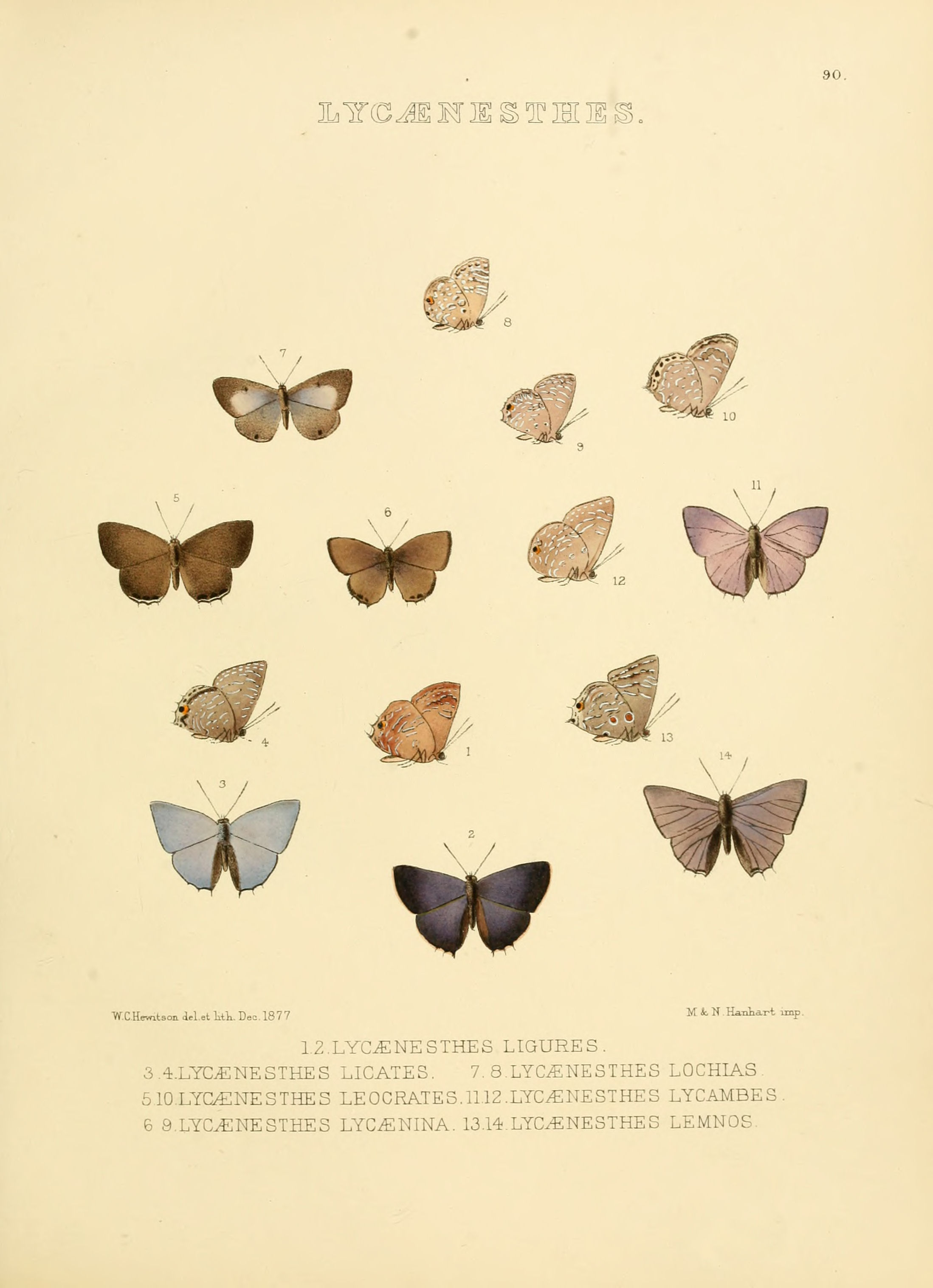
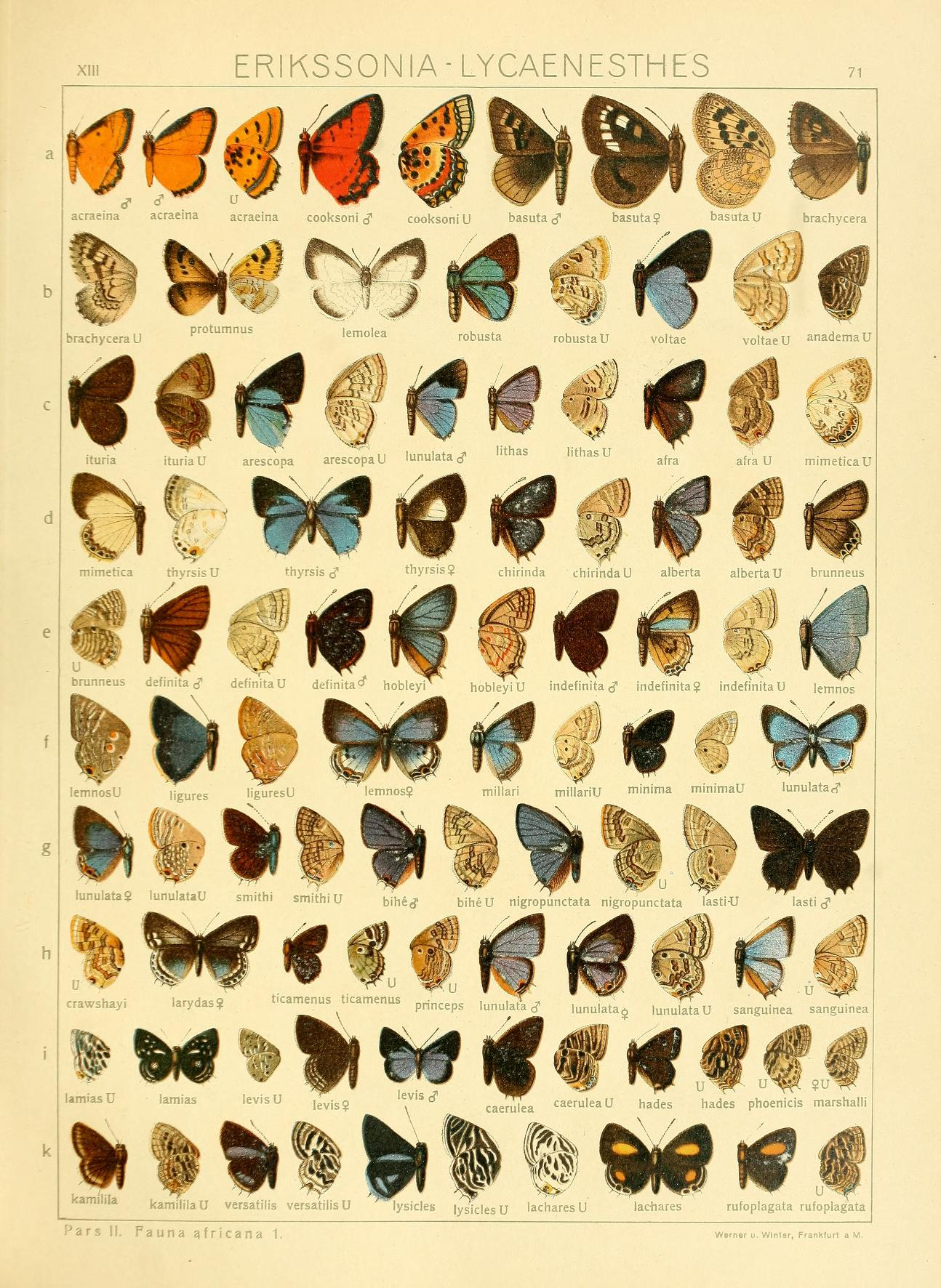